# Phire Elaam
Phire Elaam è un album in studio della cantante indiana Asha Bhosle, pubblicato nel 1986 su etichetta HMV.

## Descrizione
L'album contiene tutti brani in bengalese. Essi sono tutti composti dal direttore musicale R. D. Burman. La Title Track è una versione duetto della famosissima "Phire Eso Anuradha" scritta e cantata dallo stesso R. D. Burman

## Tracce
1. Phire Elam – 4:07 – con R. D. Burman
2. Khub Chena Chena – 3:39
3. Banshi Shune Ki – 5:23
4. Nadir Paare Uthchhe Dhonya – 6:00 –  R. D. Burman
5. Kotha Kotha Khunjechi – 5:22
6. Na Deko Na – 4:33
7. Rimi Jhimi Ei Shraboney – 4:49
8. Chokhe Naame Brishti – 3:20
9. Shono Ei To Samay – 4:15 –  R. D. Burman